# Hs 126 (航空機)
ヘンシェル Hs 126
ヘンシェル Hs 126
- 用途：偵察機
- 製造者：ヘンシェル
- 運用者** ナチス・ドイツ
  - ブルガリア
  - ギリシャ
  - クロアチア
  - スペイン
- 初飛行：1936年8月
- 生産開始：1937年
- 運用開始：1937年
- 退役：1942年
- 運用状況：退役

Hs 126は、ドイツのヘンシェル社によって開発された偵察兼軽爆撃機である。第二次世界大戦の初期に、近距離偵察や地上軍との直協任務に活躍した。

## 概要
Hs 126 は Hs 122 を発展させる形で開発された偵察機である。乗員は操縦手と後方銃手兼偵察員の二名で、主翼は高翼配置、着陸脚は固定式だった。短距離離陸性能と低速飛行性能に優れていたが、後継の Fi 156 や Fw 189 が登場すると本来の任務からは退いた。その後はグライダー牽引機や夜間攻撃機として運用されたものの、1941年に生産が終了し、1942年に前線から引き揚げられた。

## スペック
- 全長： 10.85 m
- 全幅： 14.50 m
- 全高： 3.75m
- 全備重量： 3,275 kg

3面図

- エンジン： B.M.W. ブラモ 323A-1 空冷9気筒 850 hp
- 最大速度： 356 km/h
- 航続距離： 720 km
- 武装
  - 7.92mm機銃 × 2
  - 爆弾 100 kg
- 乗員： 2名